# Гонсалес, Элиан
Элиа́н Гонса́лес Бротонс (исп. Elián González Brotóns; род. 6 декабря 1993) — кубинский мальчик, получивший известность в результате судебного скандала в США. В ноябре 1999 года мать Элиана попыталась вместе с ним бежать с Кубы в США. В результате крушения судна она сама и ещё десять человек утонули, тогда как Элиан и ещё трое человек спаслись и смогли добраться до побережья Флориды на автомобильной камере.
В иммиграционном законодательстве США сознательно оставлен некий «пробел», позволяющий кубинцам, которые нелегально покинули родину и смогли добраться до побережья США, оставаться в стране. Если же неудачливых эмигрантов береговая охрана США перехватывает в море, то они подлежат возврату на Кубу, где подвергаются уголовному преследованию за незаконное пересечение границы.
Некоторые из дальних родственников Элиана, проживающих в США, а также различные организации, выступающие против режима Фиделя Кастро, развернули кампанию в СМИ и подавали судебные иски с тем, чтобы убедить американские власти оставить Элиана в США. Выяснилось, однако, что мать Элиана брала его с собой, по-видимому, без уведомления и согласия отца. Разразился скандал. Кубинские власти и судебные органы настаивали на том, чтобы Элиан был возвращён к отцу на Кубу.
Развернувшиеся общественные и судебные дебаты привлекли к себе внимание многочисленных средств массовой информации. Сообщения о ходе дела Элиана стали главной темой американских теле- и радиопередач.
После того, как дело было передано на рассмотрение Федеральной судебной палаты, глава палаты Герихт отказался выслушать родственников Элиана в Майами и распорядился вернуть мальчика отцу. Родственники отказались отдать Элиана. 22 апреля 2000 года маршалы (судебные исполнители) США ворвались в дом дяди Элиана, чтобы забрать мальчика. В этот момент была сделана известная фотография, на которой видно, как один из них направляет пистолет-пулемёт Heckler & Koch MP5 на плачущего Элиана, забившегося в платяной шкаф (см. Ссылки ниже). Инцидент вызвал ожесточённую дискуссию по поводу того, имеют ли право судебные исполнители применять оружие при обыске помещений.
После того, как Элиана Гонсалеса вернули отцу, приехавшему за ним в Вашингтон, они в июне 2000 года возвратились на Кубу и живут там до сих пор.